# Polsk film
Polsk film är film från Polen. Framstående polska filmskapare är Andrzej Wajda, Roman Polanski, Krzysztof Kieślowski och Agnieszka Holland.

## Historia
Den tidiga polska filmen visade drag som är karakteristiska för många mindre länder med små produktionsresurser: provinsialism och företräde för trivial underhållning. I början av 1930-talet skedde emellertid en förnyelse med sällskapet Start vars medlemmar Aleksander Ford, Wanda Jakubowska, Stanisław Wohl med flera, förenade seriöst intresse för filmkonst med socialt engagemang i dokumentära kortfilmer. Det var denna generation som återbyggde polsk film efter andra världskriget med nya produktionsmöjligheter och en filmkonst som främst användes som politisk propaganda. 
I mitten av 1950-talet framträdde en ny generation filmskapare som oftast var utbildade i den nya Filmskolan i Łódź och gjorde filmer baserade på Polens tragiska krigs- och efterkrigsöden. Denna grupp med bland andra Andrzej Wajda, Andrzej Munk och Jerzy Kawalerowicz blev kända som Den polska skolan och förenade en skepticism mot den romantiska hjältetraditionen med en viss känsla för gamla, traditionsenliga värden i en värld där dessa höll på att upplösas.
Bland de filmskapare som framträdde under 1960-talet fanns bland andra Roman Polanski, Jerzy Skolimowski och Krzysztof Zanussi, alla sedermera verksamma i väst. Filmerna behandlade ofta Polens moderna, konfliktladdade problem. Det växande oppositionstendenserna inom det polska samhället under 1970-talet kom till uttryck i filmer som Wajdas Marmormannen och Zanussis Kamouflage (båda 1977). Denna så kallade "moraliska orons filmer" omfattade även ett antal yngre förmågor som Krzysztof Kieślowski och Agnieszka Holland, vilka senare blev Polens internationellt mest uppmärksammade filmskapare jämte Wajda och Polanski.